# Psolus murrayi
Psolus murrayi is een zeekomkommer uit de familie Psolidae. Hij heeft een lang, leerachtig lijf en leeft in de zee.
De wetenschappelijke naam van de soort werd in 1886 gepubliceerd door Johan Hjalmar Théel.